# Índice General de la Bolsa de Valores de Colombia
L’IGBC ou Índice General de la Bolsa de Valores de Colombia est l'indice principal de la bourse de valeurs de Colombie,  constitué des trente entreprises cotées les plus actives.